# Giresta distrikt
Giresta distrikt är ett distrikt i Enköpings kommun och Uppsala län. 
Distriktet ligger i östra delen av kommunen. 

## Tidigare administrativ tillhörighet
Distriktet inrättades 2016 och utgörs av socknen Giresta i Enköpings kommun.
Området motsvarar den omfattning Giresta församling hade vid årsskiftet 1999/2000.